# Fodrosbélű szarvasgomba
A fodrosbélű szarvasgomba (Tuber mesentericum) a szarvasgombafélék családjába tartozó, Európában honos, meszes talajú lomberdőkben élő, ehető gombafaj. Egyéb elnevezései: kátrányszagú szarvasgomba, petróleumszagú szarvasgomba, zsigeres szarvasgomba.

## Megjelenése
A fodrosbélű szarvasgomba termőteste föld alatti fészekben növő, 1,5-3 cm-es, gömbölyded vagy szabálytalan gumó, az alján jól megfigyelhető bemélyedéssel. Színe fényes fekete. Felületét lapos, széles gúla alakú szemölcsök borítják.  
Húsa kezdetben fehér, majd barna, fehéren márványozott, rugalmas. Színe éretten sötétebb a nyári szarvasgombánál, a fehér erezet az alapi bemélyedésből indul ki sugárszerűen. Szaga erőteljes, kellemetlenül vegyszerszerű (kátrányra, fenolra, jódra emlékeztethet) lehet. Levegőn hagyva szaga enyhül, kellemesebbé válik. Íze erős, vannak akik kellemetlennek találják; kissé kesernyés, keserűmandulára emlékeztet.
Spórája sárgásbarna, barna; felülete hálózatos díszítésű, a láncszemek belsejében gyakran további mintázat látható. Mérete (a külső díszítéssel együtt) 26,2-35,4 x 21,6-29,3 µm.

### Hasonló fajok
Külsőre nagyon hasonlít a nyári szarvasgombára, de annál apróbb, gumói egyöntetűbbek és késő ősszel, télen is terem. 

## Elterjedése és életmódja
Európa középső részén honos. Elterjedésének határai Délnyugat-Franciaország, Dél-Anglia, Észak-Németország, Dél-Lengyelország, Közép-Olaszország. Magyarországon helyenként tömeges lehet.
Mély, meszes talajú lomberdőkben él, mogyoró, tölgy, gyertyán gyökereihez kapcsolódik. Szeptembertől januárig terem.
Ehető, de erős íze és szaga miatt nem mindenki által kedvelt gomba.  
Magyarországon a 24/2012. (III. 19.) VM rendelet alapján csak képzett személyek gyűjthetik, az erdőtulajdonos előzetes engedélyével, augusztus 1-től december 31-ig. 

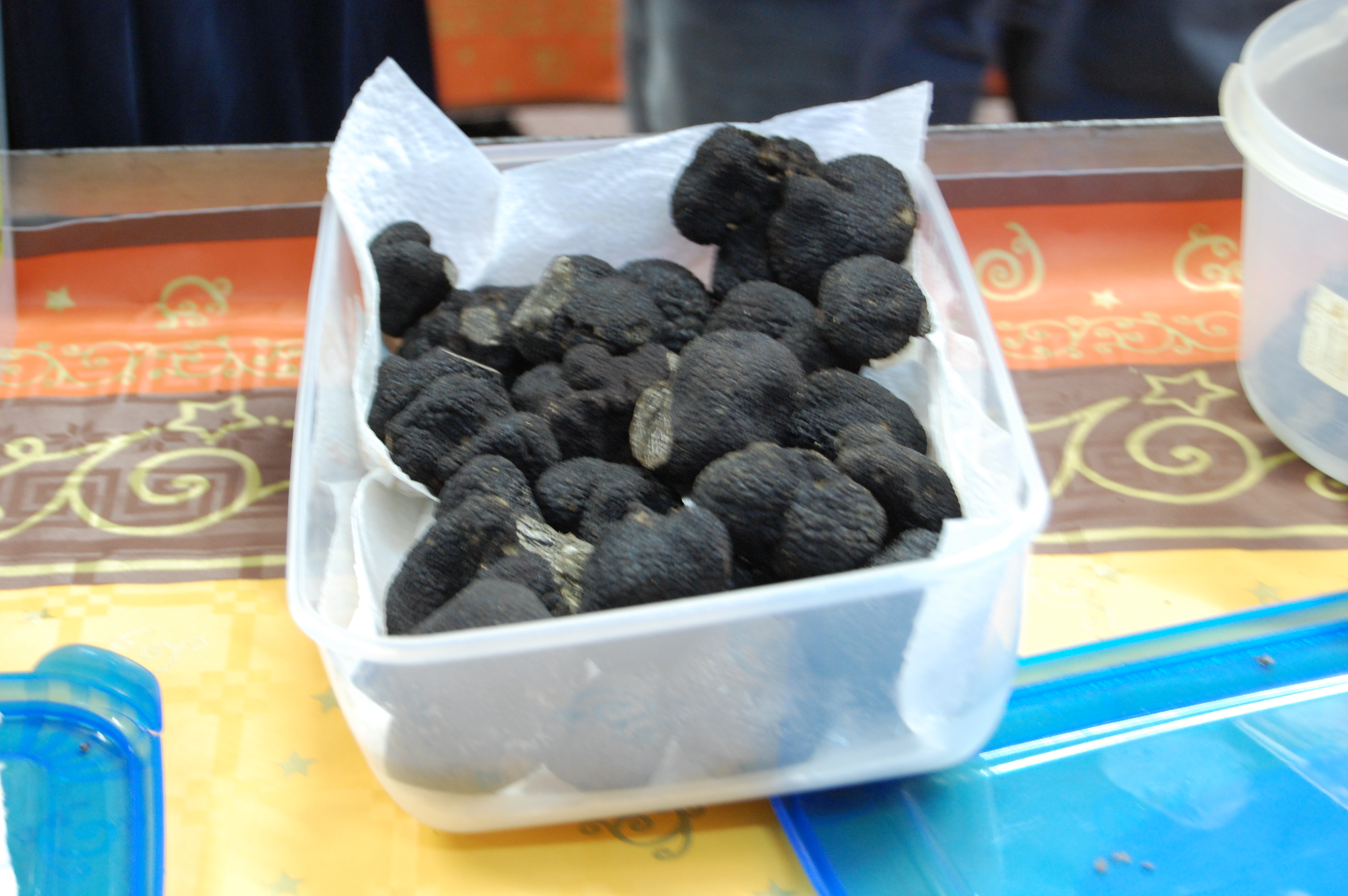
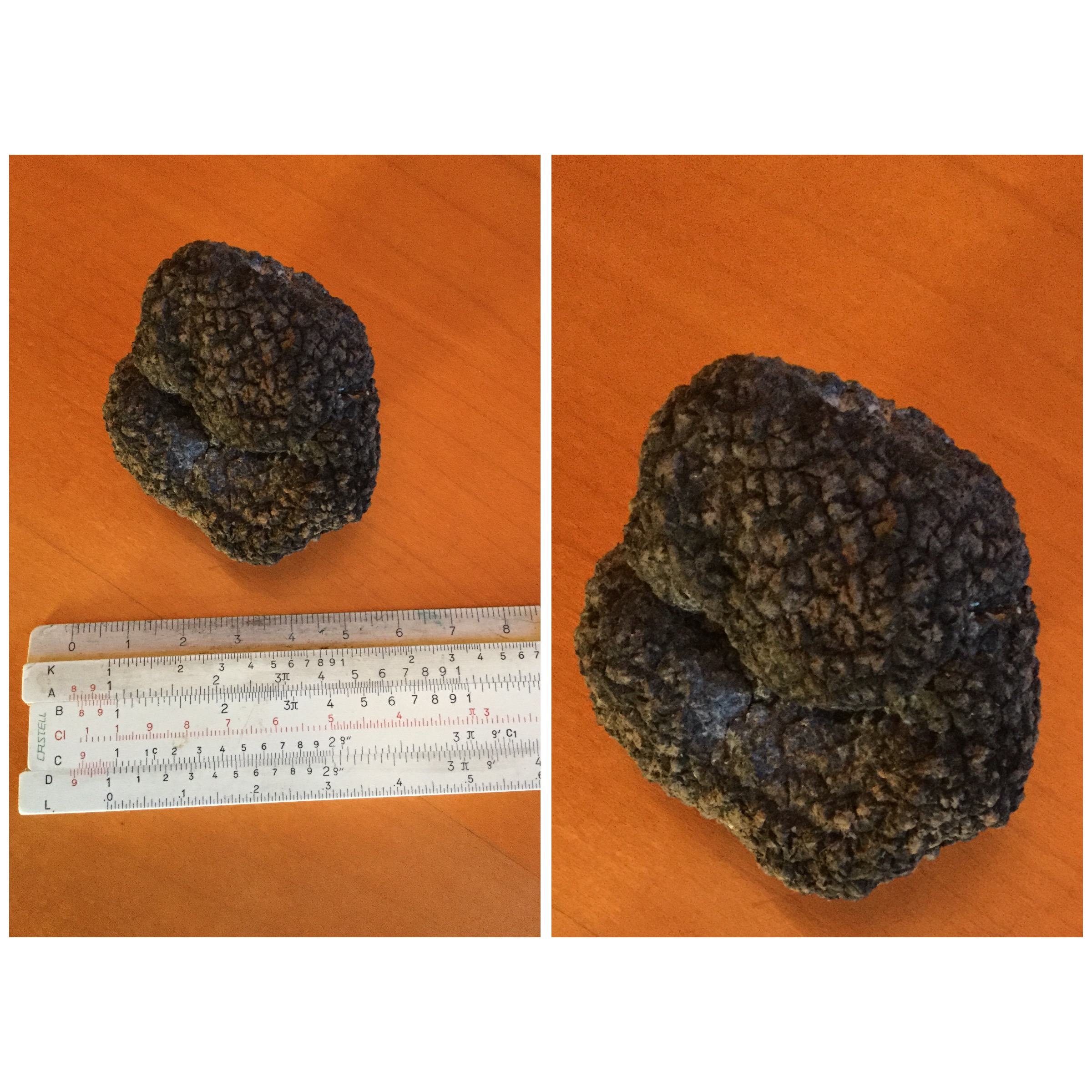
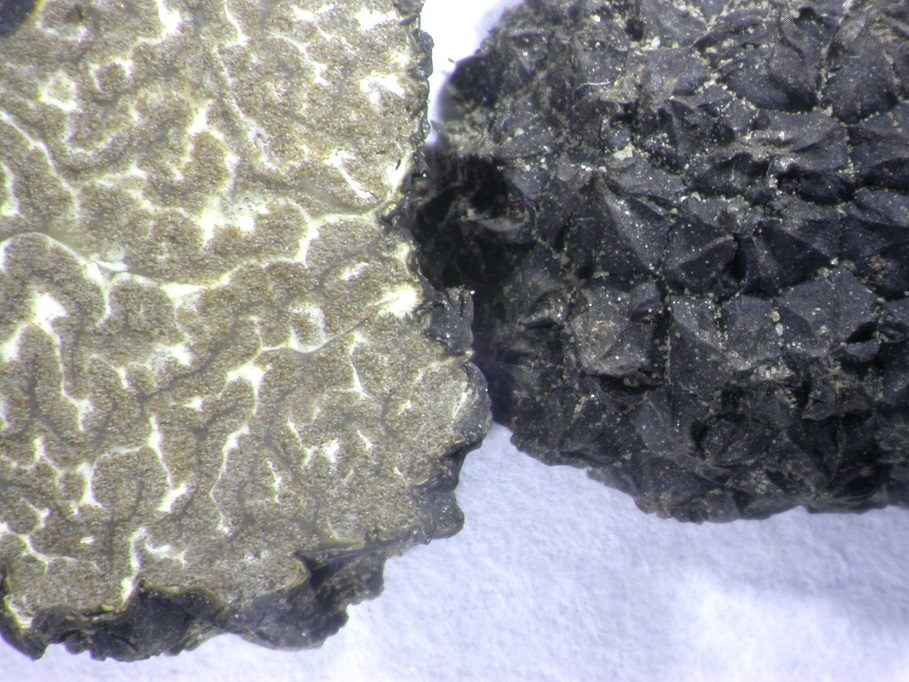
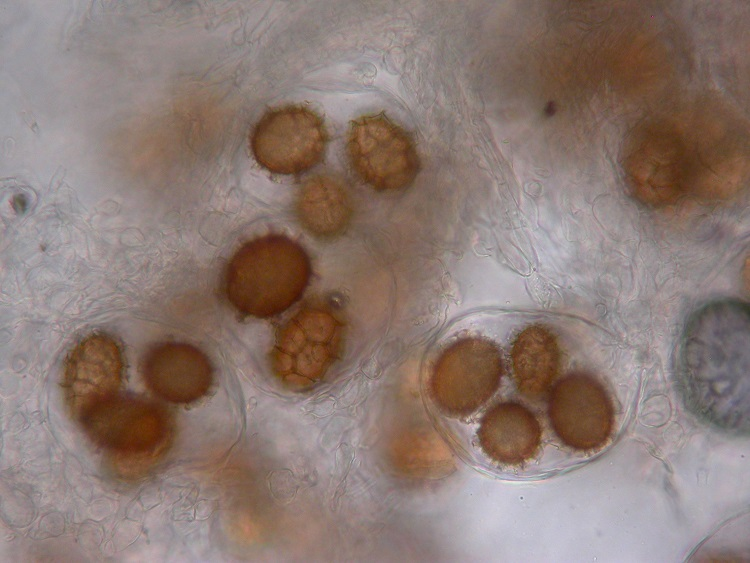